# 251 Menlove Avenue

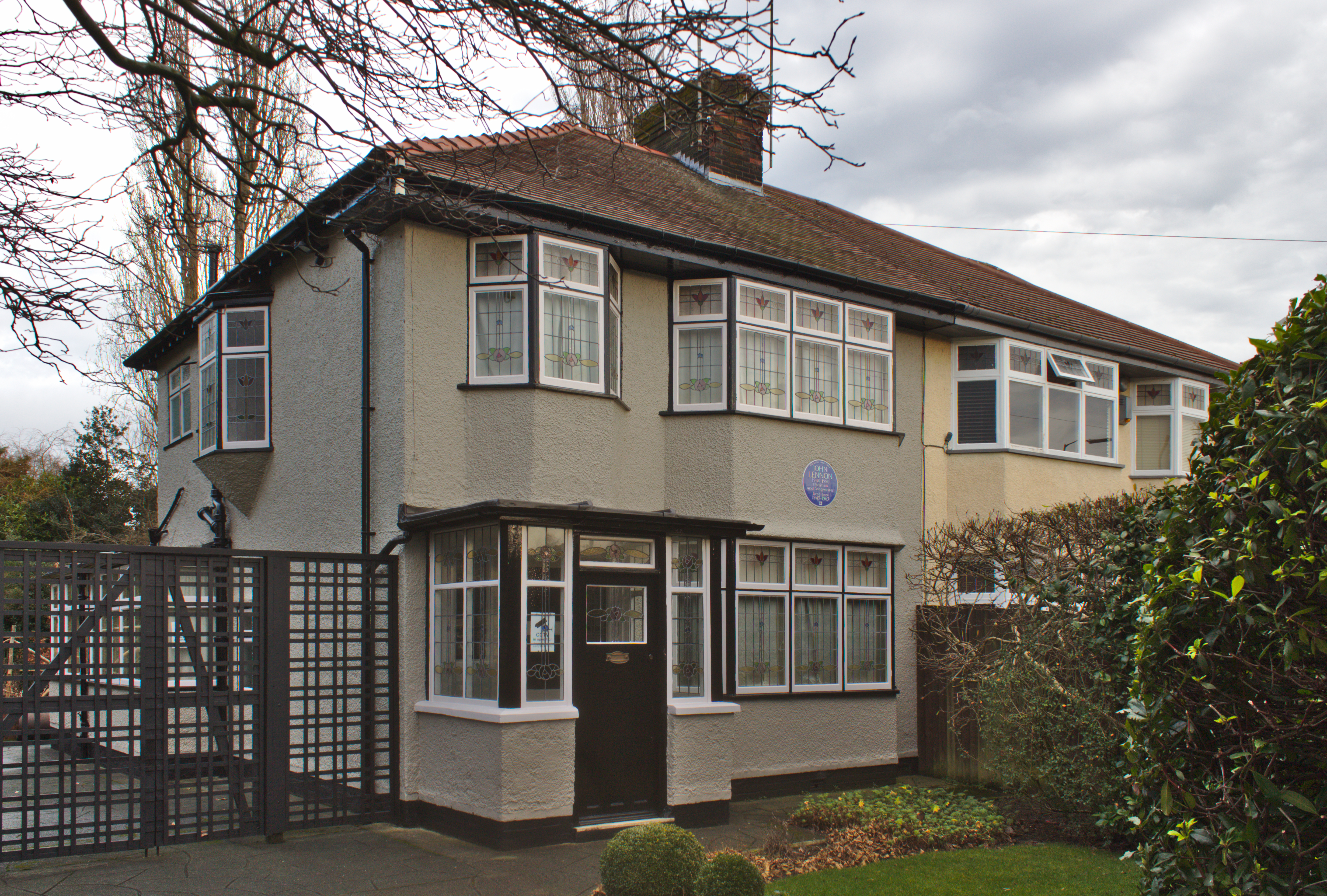
Mendips, Lennon’s childhood home. The blue plaque was added as part of the English Heritage scheme.

251 Menlove Avenue — дом № 251 по улице Мэнлав-авеню в Ливерпуле, известный также под названием «Mendips» («Мендипс»), в котором прожил свои детские и юношеские годы музыкант Джон Леннон. Дом принадлежит в настоящее время британскому Национальному фонду объектов исторического интереса либо природной красоты.
Дом представляет собой таунхаус, построенный в 1930-х годах, расположенный в районе Вултон (англ.) в южной части Ливерпуля. В детские годы Джона Леннона (в 1940—1960-е) дом принадлежал тёте Джона Мими Смит и её мужу Джорджу Смиту. Джон поселился в Мендипсе в возрасте пяти лет, когда его мать Джулия, жившая со своим бойфрендом, решила совместно с Мими и Джорджем, что Джону лучше будет жить у Смитов. Джон Леннон уехал из этого дома лишь в начале 1960-х, в возрасте 22 лет.
Национальный фонд не проявлял интереса к приобретению в свою собственность этого дома, поскольку, по их мнению, в Мендипсе не была сочинена ни одна песня The Beatles — в отличие от приобретённого Фондом к тому времени дома детства Пола Маккартни, где были сочинены многие «битловские» песни. Однако Маккартни вспоминал, что как минимум одна песня, «I'll Get You», была написана именно в этом доме.
В конце концов дом был куплен вдовой Джона Леннона, Йоко Оно, которая подарила его Национальному фонду. После реставрации (проведённой, чтобы вернуть дом к его виду в 1950-е годы) дом-музей был открыт для публики 27 марта 2003 года.
«Когда дом детства Джона был выставлен на продажу, я захотела сохранить его для жителей Ливерпуля, а также поклонников Джона и The Beatles во всём мире», — сказала Оно в интервью (Associated Press, 14 февраля 2003 года).
Имеет статус исторического здания II степени (англ.)..

## Дом в поп-культуре
- Фотография дома помещена на обложку сингла группы Oasis «Live Forever».
- Menlove Ave. — название посмертного альбома Джона Леннона, выпущенного в 1986 под продюсерством Йоко Оно.